# لول آپ! گیمز
لول آپ! گیمز (انگلیسی: Level Up! Games) شرکت بازی ویدئویی فیلیپینی است، که در سال ۲۰۰۲ تأسیس شد.